# Grüder Holz
Das Grüder Holz (auch Grüdeholz, dän. Grydeskov) ist ein in der Gemeinde Idstedt gelegenes Waldgebiet. Das Grüder Holz befindet sich zwischen Idstedter See und dem Langsee im Südwesten der Landschaft Angeln im nördlichen Schleswig-Holstein (Südschleswig). Der Wald besteht aus naturnahen Buchen- und bodensauren Eichenwäldern. Kennzeichnend ist ein stark bewegtes Relief mit nach allen Seiten hin abfallenden Hängen. Das kuppige Terrain ist von vielen Waldwegen durchzogen. Zwischen dem nördlichen Waldrand und der Seestraße befindet sich ein größerer Teich, an dem früher Kies abgebaut wurde. Unmittelbar westlich des Grüder Holzes liegt das Idstedter Gehege.
Der Name des Waldes geht auf altdän.gryt in der Bedeutung Stein zurück (vlg. altnord. grȳta und grjōt). Der Name ist erstmals 1642 schriftlich dokumentiert. Während des 1. Schleswigschen Krieges 1850 kam es beim Grüder Holz zu Kampfhandlungen zwischen dänischen und deutschen Truppenverbänden.